# 신윤호
신윤호(申潤浩, 1975년 5월 15일 ~ )는 전 KBO 리그 LG 트윈스의 투수이다.

## 선수 경력

### LG 트윈스시절
충암고등학교를 졸업하고 고졸우선 지명을 받아 1994년에 입단하였다. 1군에는 1995년에 처음으로 올라왔다. 루키시절 특별한 성적을 내지는 못했다. 1996년 말에 현역으로 입대해 철원에서 복무하다가 허리 부상으로 의병 제대하였다. 당시 수석코치였던 김성근이 감독 대행을 맡은 후 기량이 많이 향상되어 2001년에는 32SP(18세이브, 14구원승)로 세이브 1위, 15승 6패를 달성하며 손민한과 함께 공동 다승 1위와 승률 1위(0.714)를 기록하며 3관왕에 올랐다. 평균자책점은 리그 2위였다. 그 활약으로 그 해 골든 글러브 투수 부문을 수상했고, MVP 부문은 이승엽에 이어 2위를 기록했다. 그러나 다음 해인 2002년에는 4승 3패, 1세이브, 6점대 평균자책점 6.45을 기록하며 다시 내리막길을 걸었고, 2008년 시즌 중 방출됐다.

### SK 와이번스시절
김성근이 이끌던 팀으로 이적하였으나 별 활약 없이 팔꿈치 부상으로 그 해 1군 2경기에 그친 후 은퇴했다.

### SK 와이번스복귀
2013년 10월 27일에 입단 테스트를 거쳐 SK 와이번스에 복귀하였다.
2014 시즌 후반기 2경기에 등판해 승패 없이 9점대 평균자책점을 기록하고 시즌 후 방출됐다. 14 시즌 동안 275경기에 등판해 28승 20패, 28세이브, 6홀드, 296탈삼진, 5점대 평균자책점을 기록했다.

## 야구선수 은퇴 후
은퇴한 뒤 친형인 신재승이 운영하는 실사 출력 전문업체에 입사해 LG 트윈스 관련 상품을 개발했다. 이후 충암중학교 야구부 인스트럭터 및 사회인 야구를 계속해 오다가 2013년에 한 잡지와의 인터뷰에서 현역 복귀를 선언했다.

## 출신 학교
- 서울청구초등학교
- 충암중학교
- 충암고등학교